# NS Savannah
NS Savannah je bila prva trgovska ladja na jedrski pogon. Zgrajena je bila v poznih 1950ih. Cena izgradnje je bila $46,9 milijonov, od tega $28,3 milijona za tlačnovodni jedrski reaktor in gorivo. Ladja je uspešno demonstrirala jedrski pogon, vendar se ta zaradi visoke cene ni izkazal za ekonomičnega. 
Ladja "Savannah" je pomenovana po ladji "SS Savannah" - prvem parniku, ki je prečkal Atlantik.